# Ozphyllum
Ozphyllum is een geslacht van rechtvleugeligen uit de familie sabelsprinkhanen (Tettigoniidae). De wetenschappelijke naam van dit geslacht is voor het eerst geldig gepubliceerd in 2007 door Rentz, Su & Ueshima.

## Soorten
Het geslacht Ozphyllum omvat de volgende soorten:
- Ozphyllum kuranda Rentz, Su & Ueshima, 2007
- Ozphyllum naskreckii Rentz, Su & Ueshima, 2007